# Штандарт СС
Штандарт СС (нем. SS-Standarte) — основная административно-территориальная организационная единица СС. Штандарты СС примерно соответствовали армейскому полку и состояли из 1—3 тыс. чел.
Всего существовало 230 пеших и 24 кавалерийских штандарта СС. Пешие штандарты состояли из трёх линейных и одного резервного штурмбанна. Во главе штандарта стоял штандартенфюрер СС (иногда оберфюрер СС). В состав штандарта СС входили: командир, личный референт и адъютанты, референты по строевой и стрелковой подготовке, по спорту, по социальному обучению, юрисконсульт, начальник оркестра, управляющий хозяйством, командир штурма связи, командиры штурмбаннов СС.
Три штандарта СС составляли абшнит СС (нем. der SS-Abschnitt)

Флаг 34-го штандарта СС «Верхняя Бавария»)

## Список штандартов СС
По возрастанию
- 1-й штандарт СС (Юлиус Шрек)
- 4-й штандарт СС (Любек)
- 5-й штандарт СС (Бранденбург)
- 6-й штандарт СС (Берлин)
- 10-й штандарт СС (Кайзерслаутерн)
- 18-й штандарт (Кёнигсберг)
- 22-й штандарт СС (Шверин)
- 24-й штандарт СС (Ольденбург)
- 27-й штандарт СС (Франкфурт-на-Одере)
- 30-й штандарт СС (Хаген)
- 34-й штандарт СС (Верхняя Бавария)
- 37-й штандарт СС (Линц)
- 52-й штандарт СС (Нижняя Австрия)
- 53-й штандарт СС (Вессельбурен)
- 58-й штандарт СС (Кёльн)
- 74-й штандарт СС (Остзее)
- 89-й штандарт СС (Вена)
- 108-й штандарт СС (Прага)

## «Лейбштандарт СС Адольф Гитлер»
Моторизованный пеший штандарт СС «Лейбштандарт Адольф Гитлер» (нем. SS-Infantere-Standarte (motorizet) «LSSAH»), 1934 год
- Штаб штандарта СС (нем. нем. Stab SS-Standarte)
- l штурмбанн (нем. l SS-Sturmbann)
- ll штурмбанн (нем. нем. ll SS-Sturmbann)
- lll штурмбанн (нем. нем. lll SS-Sturmbann)
- Музыкальный взвод (нем. нем. SS-Musik-Zug)